# John Newlands
Ioan Alexander Reina Newlands (n. 26 noiembrie 1837 –d. 29 iulie 1898) a fost un chimist britanic care a lucrat la dezvoltarea tabelului periodic.

## Biografie

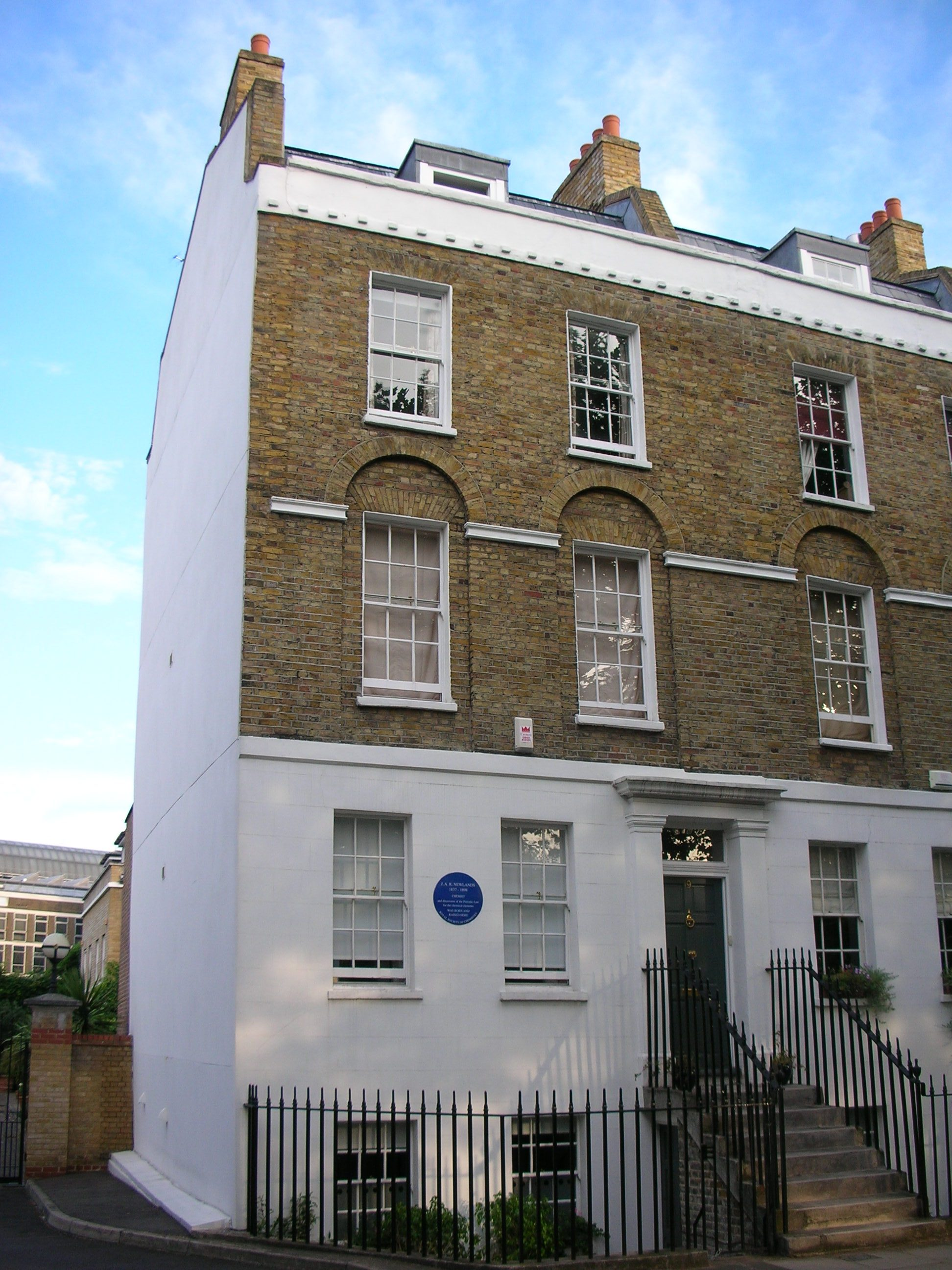
Locul nașterii luiNewlands în West Square, Lambeth.

Newlands s-a născut la West Square, Lambeth, Surrey, fiind fiul unui ministru scoțian presbitarian și al unei femei italiene.
El a fost educat acasă de către tatăl său și a mers să studieze la Colegiul Regal de Chimie. A fost interesat în reforma socială și, în 1860, a servit ca voluntar împreună cu Giuseppe Garibaldi în campania sa de unificare a Italiei. Revenind la Londra, Newlands a devenit chimist analitician în 1864, iar în 1868 a devenit chimist șef la rafinăria de zahăr a lui James Duncan din Londra, implementând o serie de îmbunătățiri în procesul de prelucrare. Mai târziu, a părăsit lucrul la rafinărie și a redevenit analist împreună cu fratele său, Benjamin.

## Contribuții

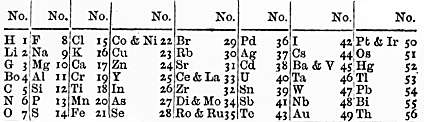
Tabelul de elemente al lui Newland

Newlands a fost prima persoană care să elaboreze un tabel periodic al elementelor chimice conform aranjării acestora în ordinea maselor atomice relative. Continuând modelul triadelor al lui Johann Wolfgang Döbereiner și al familiilor de elemente a lui Jean-Baptiste Dumas, el a publicat în 1865 Legea Octavelor, care afirma că orice element dat va expune comportament analog cu cel de-al optulea element următor din tabel. Newlands a aranjat toate elementele cunoscute la acea vreme, începând cu hidrogen și terminând cu thoriu, în șapte grupuri de câte opt, pe care acesta le-a asemănat cu octavele din muzică. În tabelul periodic al lui Newlands, elementele erau aranjate conform maselor atomice care era cunoscute la acea vreme și primeau și un număr de ordine. Perioadele erau repartizate vertical, de sus în jos, iar grupele orizontal, ceea ce este invers față de forma modernă a sistemului periodic.